# Hae Phoofolo
Hae Phoofolo foi o primeiro-ministro interino de Lesoto desde 17 de agosto de 1994 até 14 de setembro de 1994.